# Heterachthes plagiatus
Heterachthes plagiatus är en skalbaggsart som först beskrevs av Hermann Burmeister 1865.  Heterachthes plagiatus ingår i släktet Heterachthes och familjen långhorningar. Inga underarter finns listade i Catalogue of Life.